# S:t Clare-böckerna
St. Clare's-böckerna är en serie böcker ursprungligen skriven den engelska barnboksförfattarna Enid Blyton. Blyton skrev 6 böcker i serien och senare har Pamela Cox skrivit ytterligare tre böcker om internatskolan. Seriens huvudpersoner är tvillingarna Patricia och Isabel O'Sullivan. 

## Böckernas handling
Serien börjar med tre böcker om deras första år på skolan. Första boken skildrar hur tvillingarna, som är missnöjda  med att behöva gå på denna skola med lägre status, så småningom anpassade sig till skolans regler och fick nya vänner. Dramatiken skapas av otillåtna midnattsfester, besök på cirkus utan lov och en hemlös hundvalp som Kathleen Gregory tar om hand. Alison O'Sullivan (tvillingarnas kusin) kommer till skolan i andra boken. Janet Robins blir en av tvillingarnas vänner. Hon organiserar busstreck mot lärarna. Böckerna skildrar det engelska internatskolesystemet med sovsalar, måltider och husmor som stod för internatet. Systemet med headgirls skildras.Winifred James är headgirl då tvillingarna går i första klassen. Sport var viktig på skolorna och  Belinda Towers är lagkapten för La Crosse-laget, då tvillingarna kommer till skolan. Sportens vikt framgår av att Belinda Towers blev senare headgirl när Winifred James lämnade skolan. Som vanligt spelade även lärarna en roll i berättelsen. Franskläraren har en huvudroll i bokserien. Boken innehåller konflikter och intriger men de flesta svårigheterna löses upp och fokus är ändå mest på sammanhållning och gemenskap dock inte helt utan konflikter.

## Böcker i serien

### Originalserien
Enid Blyton publicerade de ursprungliga sex böckerna i St. Clare's serie från 1941 till 1945.
1. Tvillingarna på St. Clare (1950) översättare Gun Kihlberg,[1] eng. orig, The Twins at St. Clare's, (1941)
2. Tvillingarna O'Sullivan (1951) översättare Gun Kihlberg, eng. orig. The O'Sullivan Twins (1942)
3. Sommartermin på St Clare (1952) översättare Gun Kihlberg, eng. org. Summer Term at St. Clare's. (1943)
4. Andraklassisterna i S:t Clare (1952) översättare Gun Kihlberg, eng. org. Second Form at St. Clare's. (1944)
5. Claudine i S:t Clare (1953) översättare Gun Kihlberg. eng. org. Claudine at St. Clare's. (1944)
6. Flickorna i femte klassen (1954) översättare T Lindfors,[2] eng orig. Fifth Formers at St. Clare's, (1945)[3]

### Fortsättningsserier
Pamela Cox gav ut ytterligare tre böcker i serien:
1. Third Form at St. Clare's (2000)
2. Sixth Form at St. Clare's (2000)
3. Kitty at St Clare's (2008)[4]

## Anpassningar
Serien anpassades till en animerad TV-serie från 1991, Mischievous Twins: The Tales of St. Clare's, av Tokyo Movie Shinsha.
I Tyskland heter serien Hanni & Nanni och vid översättningen gjordes många förändringar av namn, platser och egenskaper. I Tyskland har serien varit mycket populär och 39 böcker har publicerats om  Hanni & Nanni, bok 1-4, 11 och 13 baserades på Blytons original, bok 19 och 20 är anpassade efter Pamela Cox böcker Third Form at St. Clare's och Sixth Form at St. Clare's. Cox tredje bok, Kitty at St Clare's, har ännu bearbetats.
Ett tyskt ljuddrama med namnet Hanni & Nanni, har producerats av Europa. Fram till 2024 har 77 avsnitt publicerats i dramat, handlingen skiljer sig betydligt från böckerna, särskilt i de senare avsnitten.
Fyra filmer har spelats in i Tyskland:
- Hanni & Nanni 1  (2010)
- Hanni & Nanni 2  (2012)
- Hanni & Nanni 3  (2013)
- Hanni & Nanni 4  (2017)

På tyska Wiki finns mer information om  Hanni & Nanni